# 애니 로리
애니 로리(Annie Laurie) 또는  맥스웰턴 브레이스(Maxwellton Braes)는 스코틀랜드의 가곡이다. 대한민국에는 번안 가사와 함께 '스코틀랜드 민요'(고전 포크송을 지칭함)로 소개되어 있지만, 사실 이 곡은 1834년 또는 35년에 스코틀랜드의 작곡가인 앨리시아 스코트(Alicia Scott, 1810~1900) (또는 레이디 존 스코트(Lady John Scott))가 작곡한 가곡이다. 가사는 17세기 말에 윌리엄 더글러스(1672?~1748)가 지었으며, 이 곡에서 다루고 있는 여성인 안나 로리(Anna Laurie, 1682 ~ 1764)는 실제로 윌리엄 더글러스가 사랑했으나 결혼하지는 못한 여성의 이름이다.

## 가사

### 원문
가사는 영어와 스코트어가 섞여 있다. 원래 윌리엄 더글러스의 원시와는 조금 다르다. 

Maxwelton's braes are bonnie,

Where early fa's the dew,

Twas there that Annie Laurie

Gi'ed me her promise true.

Gi'ed me her promise true

Which ne'er forgot will be,

And for bonnie Annie Laurie

I'd lay me down and dee.
Her brow is like the snaw-drift,

Her neck is like the swan,

Her face it is the fairest,

That 'er the sun shone on.

That 'er the sun shone on, 

And dark blue is her e'e,

And for bonnie Annie Laurie

I'd lay me down and dee.
Like dew on gowans lying,

Is the fa' o' her fairy feet,

And like winds, in simmer sighing,

Her voice is low and sweet.

Her voice is low and sweet, 

And she's a' the world to me;

And for bonnie Annie Laurie

I'd lay me down and dee.

가수에 따라 이 가사는 조금씩 바뀔 수도 있다. 스코틀랜드인이 아닌 가수들은 스코트어를 영어로 바꿔서 부르기도 한다.

### 해석
대한민국의 음악 교과서에는 번안 곡들이 실려 있지만, 모두 번안일 뿐 원문 그대로의 해석은 아니다. 여기에 소개하는 것은 현대 한국어로 된 구어체 해석이다. 

이슬이 일찍 내려와 있는, 

맥스웰턴 언덕은 아름답구나. 

그리고 그 곳은 애니 로리(안나 로리의 애칭)가, 

내게 (사랑의) 참된 약속을 준 곳이지. 

내게 절대로 잊혀지지 않을, 

(사랑의) 참된 약속을 준 곳. 

그리고 아름다운 애니 로리를 위해서, 

나는 (기꺼이) 엎어져 죽을 거야. 

그녀의 이마는 쌓인 눈 같고, 

그녀의 목은 고니 목 같구나. 

그리고 그녀의 얼굴은 아름답구나, 

지금까지 태양이 비춘 그 어떤 것보다도. 

지금까지 태양이 비춘 그 어떤 것보다도 (아름답고),

그리고 그녀의 눈은 어두운 푸른색이지. (실제로 그러함) 

그리고 아름다운 애니 로리를 위해서, 

나는 (기꺼이) 엎어져 죽을 거야. 

데이지 위에 맺힌 이슬처럼, 

그녀의 요정 같은 발이 (바닥에) 내려오는구나. 

그리고 여름철에 속삭이는 바람처럼, 

그녀의 목소리는 낮고 달콤하구나. 

그녀의 목소리는 낮고 달콤하구나. 

그리고 그녀는, 내게 온 세상이지. 

그리고 아름다운 애니 로리를 위해서, 

나는 (기꺼이) 엎어져 죽을 거야. 

## 내용 분석
이 가사를 지은 윌리엄 더글러스는 스코틀랜드의 귀족인 로버트 로리의 딸 안나 로리를 사랑했지만, 로버트 로리는 윌리엄과 안나가 결혼하는 것을 반대했다. 이유는 세 가지였다. 하나는 안나가 너무 어리다는 것이었고(대략 10살 터울), 다른 하나는 윌리엄의 성격이 너무 거칠었다는 것이었으며, 마지막 하나(아마도 결정적인 이유)는 윌리엄이 재커바이트(제임스 2세 지지자)였다는 것이었다. 이 곡은 전형적인 애가(愛歌)이다. 각 절의 끝 무렵은 극단적인 표현을 씀으로써 의미를 강조하고 있다. 2절에 나온 안나 로리의 외양 묘사는 소설에서 서술자가 주인공을 묘사하는 기법과 비슷하다. 3절에서는 직유가 돋보인다. 

형식상의 특징을 보면 첫째로, 1절, 2절, 3절 모두, 네 번째 행이 다섯 번째 행에서 그대로 되풀이되고, 마지막 두 행은 모두 'And for bonnie Annie Laurie, I'd lay me down and dee.' 로 끝난다. 그래서 전체 형식이 통일성이 있고, 안정감을 준다. 둘째로 1행과 3행, 2행과 4행에서 각운이 교차되고 있고, 6행, 7행, 8행은 모두 같은 각운을 쓰고 있다. 교차되는 각운은 조지 고든 바이런의 시 '다크 로크나가르'(Dark Lochnagar)에서도 볼 수 있는 형식이다. 이는 자칫 단조롭기 쉬운, 단순히 되풀이되는 각운을 변형함으로써 다양성을 주고 있다.

## 인기

### 대한민국
대한민국 사람들은 주로 음악 교과서를 통해 이 곡을 접하게 된다. 대한민국에서는 올드 랭 사인(작별)과 함께 가장 인기 있는 스코틀랜드 고전 포크송이다. 또 찬송가 493장(21세기 찬송가 기준) 또는 545장(통일찬송가 기준)에는 이 곡을 패러디한 찬송가가 '하늘 가는 밝은 길이'라는 제목으로 실려 있다. 원곡 제목은 〈The Bright Heavenly Way〉이다. 관련 성구는 에베소서 2장 6절이며, 가사는 다음과 같다.

- 1절: 하늘가는 밝은 길이 내 앞에 있으니 슬픈 일을 많이 보고 늘 고생하여도 하늘 영광 밝음이 어둔 그늘 헤치니 예수 공로 의지하여 항상 빛을 보도다.
- 2절: 내가 염려하는 일이 세상에 많은 중 속에 근심 밖에 걱정 늘 시험하여도 예수 보배로운 피 모든 것을 이기니 예수 공로 의지하여 항상 이기리로다.
- 3절: 내가 천성 바라보고 가까이 왔으니 아버지의 영광집에 나 쉬고 싶도다 나는 부족하여도 영접하실 터이니 영광 나라 계신 임금 우리 구주 예수라.

### 스코틀랜드
그러나 정작 스코틀랜드 본토에서는 더 코리스가 주도한 스코틀랜드의 포크 음악 리바이벌 운동이 있기 전에는 '진부한' 곡으로 여겨졌으며, 더 코리스가 이 곡에 '새로운 생명' 을 불어넣음으로써 다시 인기를 얻게 되었다고 한다.(http://www.theballadeers.com/scots/cor_01.htm 보관됨 2010-11-29 - 웨이백 머신 인용. Nick Guida와 Robert Murray의 글) 이 곡은 더 코리스의 1970년도 앨범인 <Scottish Love Songs>에 다른 고전 포크송들과 함께 실려 있다. 기타 반주에 맞춰서, 1절은 로이 윌리엄슨과 로니 브라운이 함께, 2절은 로이 윌리엄슨이, 3절은 로니 브라운이 불렀다.